# ماگان میشیل
ماگان میشیل (به لاتین: Ma'agan Michael) یک منطقهٔ مسکونی در اسرائیل است که در شورای منطقه ای هوف هاکارمل واقع شده‌است.